# Дружба кішки і мишки
«Дружба кішки і мишки», «Братерство кішки з мишею», або «Як кішка з мишкою приятелювали» (нім. Katze und Maus in Gesellschaft) — народна казка, що насамперед відома завдяки братам Грімм, які опублікували свою власну версію в 1812 році у збірці «Казки» (том 1, казка 2).

## Сюжет
Якось Мишка заприятелювала з кішкою. Постановили разом замешкати та вести своє господарство. Кішка запропонувала приготувати запаси на зиму, щоб не натерпітись великого голоду. разом вони купили цілу макітерку смальцю і заховали його у церкві під вівтарем, де на їхню думку було найбезпечніше. Однак певного дня у Кішки з'явилося бажання поласувати смальцем. Під претекстом хрещення дитинча своєї тітки, Кішка пішла з дому. Насправді вона подалася до церкви й з'їла вершечок смальцю. Коли вона повернулась додому, Мишка запитала як назвали охрещене котеня. Кішка відповіла, що Вершокгеть. Мишка визнала, що це нетипове ім'я.
Деякий час по тому ситуація повторилась. Кішка пішла з дому під подібним претекстом і виїла смальцю до половини. Коли повернулася, сказала мишці, що другу дитину назвали Напівз'їдений.
Трохи згодом кішці знову закортіло смальцю. Під тим самим претекстом кішка пішла з дому і доїла все до кінця. Коли повернулася, сказала мишці, що нове дитинча назвали Порожнісенький.
Коли настала зима обоє почали терпіти голод. Мишка згадала про свої приховані запаси. Разом із Кішкою вони подалися до церкви, однак виявилося, що макітерка стоїть на своєму місці, але є порожньою. Тоді Мишка зрозуміла причину ходіння кішки на христини та нетипові імена дітей і почала говорити про це Кішці, яка тоді раптом вхопила її та в один момент проковтнула.